# Ballantine Books
A Ballantine Books é uma importante editora de livros localizada nos Estados Unidos, fundada em 1952 por Ian Ballantine com sua esposa, Betty Ballantine. Foi adquirida pela Random House em 1973, que por sua vez foi adquirida pela Bertelsmann em 1998 e ainda hoje faz parte dessa empresa. O logotipo original da Ballantine era um par de letras B espelhadas costas com costas, enquanto seu logotipo atual são dois B empilhados para formar um portão elaborado. Os primeiros editores da empresa foram Stanley Kauffmann e Bernard Shir-Cliff.